# جانی ویر

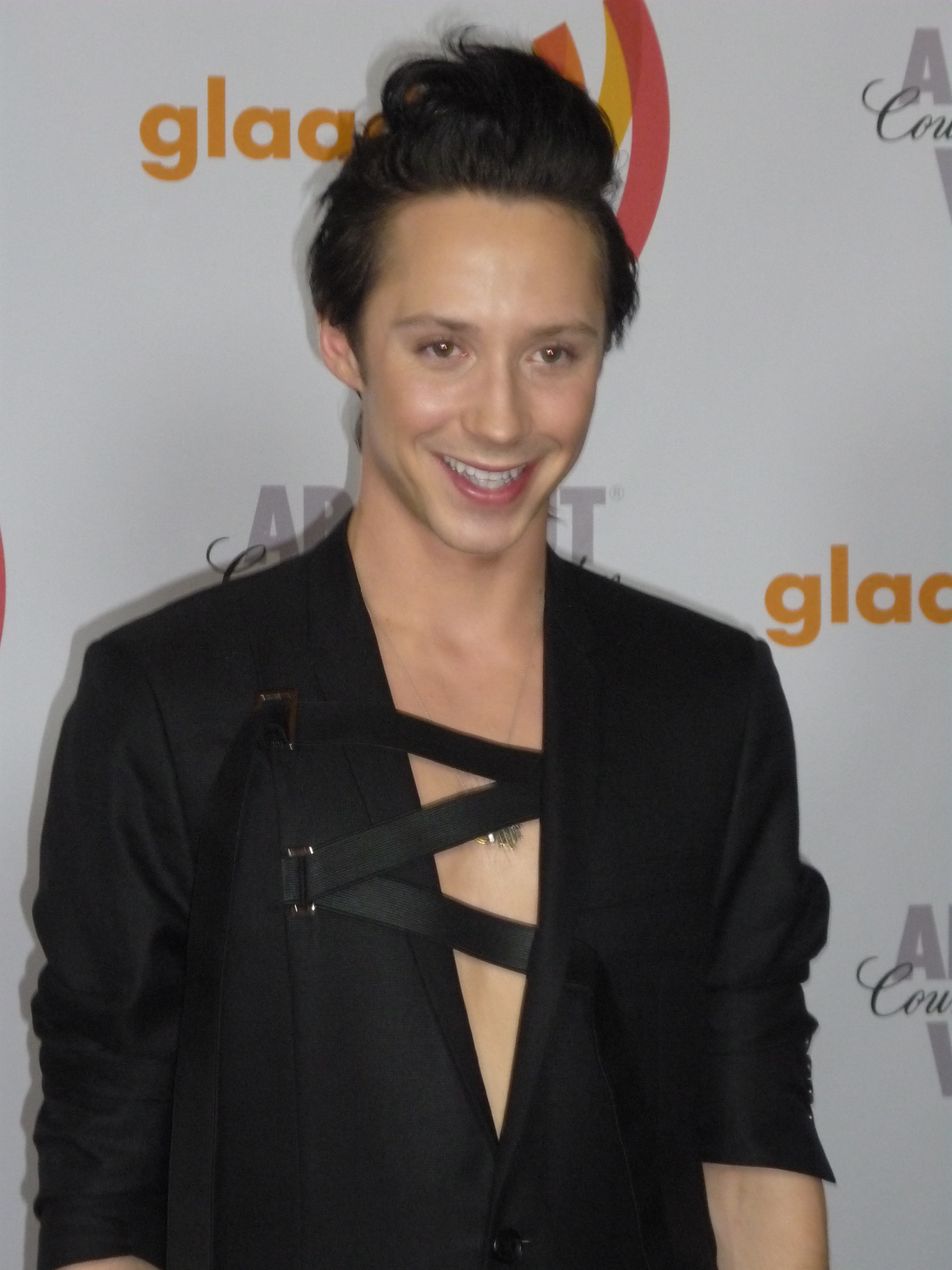
جانی ویر در جایزه اتحاد همجنس‌گرایان علیه افترا

جان «جانی» گاروین ویر-ورونوف(به انگلیسی: John Garvin "Johnny" Weir-Voronov) (متولد ۲ ژوئیه ۱۹۸۴) ورزشکار پاتیناژ نمایشی آمریکایی است. او سه بار قهرمان آمریکا، برنده برنز مسابقات جهانی ۲۰۰۸، دوبار برنده مدال برنز گراند پریکس فینال قهرمان جوانان جهان شده‌است. همچنین در المپیک‌های زمستانی ۲۰۰۶ و ۲۰۱۰ به ترتیب پنجم و ششم شد. وی علناً همجنس‌گراست و با ویکتور ورونوف ازدواج کرده‌است.